# Dipterocarpus rigidus
Dipterocarpus rigidus är en tvåhjärtbladig växtart som beskrevs av Ridley. Dipterocarpus rigidus ingår i släktet Dipterocarpus och familjen Dipterocarpaceae. Inga underarter finns listade i Catalogue of Life.